# Леман, Эрнст Крисланович
Эрнст Крисланович Леман (1893 — 1917) — российский военный лётчик, ас истребительной авиации Первой мировой войны.

## Биография
Эрнст Леман родился в 1894 году в городе Либава. Из мещан. Окончил Либавскую Николаевскую гимназию в 1913 году.
4 октября 1914 года Эрнст добровольцем вступил в русскую императорскую армию. Служил рядовым в 1-й и в 5-й авиационных ротах. В 1916 году добился направления на учёбу на Теоретические авиационные курсы при Петроградском политехническом институте и в том же году окончил Одесскую авиационную школу. После окончания школы продолжил службу в российской авиации, будучи в июне 1916 года зачисленным в 19-й корпусный авиационный отряд при 7-й армии Юго-Западного фронта. Свой первый полёт Леман совершил на Nieuportе 29 июня 1916 года.
Первую победу в воздушном бою Леман одержал 25 апреля (8 мая по новому стилю) 1917 года: немецкий Hansa-Brandenburg C.I был сбит 6 мая (при участии трёх пилотов отряда, среди которых были капитаны Александр Казаков и Павел Аргеев). Спустя четыре дня (10 мая) сбил еще один самолёт противника. Очередную победу одержал 14 июля 1917 года, причем экипаж германского самолёта был захвачен в плен. За боевые отличия Эрнст Леман получил чин прапорщика Российского Императорского военно-воздушного флота приказом по армиям Юго-Западного фронта от 22 апреля 1917 года. 26 сентября 1917 года, после своей 5-й победы (последней, на счету Лемана 5 сбитых самолётов) в районе Гусятина, Леман был ранен в воздушном бою и попал в госпиталь, где находился в течение месяца (там же женился на сестре милосердия Лидии Виленской).
Леман вернулся к службе 22 ноября 1917 года. Разложение армии после Октябрьской революции коснулось и 19-го авиаотряда. Согласно официальной версии от Лемана солдаты потребовали снять офицерские погоны, а после его отказа сорвали их в него силой и бросили в грязь. Сразу после этого он ушёл в офицерскую столовую авиаотряда и при попытке самоубийства ранил себя в голову. Скончался примерно через два часа.

## Награды
- Орден Святого Георгия 4-й степени (31.10.1917)
- Орден Святой Анны 4-й степени с надписью «За храбрость» (14.07.1917)
- Орден Святого Станислава 3-й степени с мечами и бантом (7.09.1917)
- Георгиевские кресты 4-й (27.12.1916) и 3-й (14.09.1917) степеней